# 南保富士
南保富士（なんぼふじ）は、富山県下新川郡朝日町にある山。標高727メートル。

## 概要
富山県登山連盟の富山の百山の一つ。近代以降に富士山信仰に習って富士という名が付けられた山で、独立峰ではないものの、南保地区からは富士山型の山容に見える。開けた山頂には地蔵が置かれている。1872年（明治5年）の「笹川地区地図」では「仁王山」、1951年（昭和26年）の「南保村地図」では、二王山と記されていた。近年まで国土地理院の地形図では山名が記載されておらず、比較的近年になっても500メートルほど南に位置する二王山（784メートル）との混同が見られるほか、現在でも「仁王山」との表記が使用される場合もある。

## 生態
麓はスギとカラマツの混合林で、尾根上はアカマツが自生。環境省指定準絶滅危惧種のヒメシャガが自生する。

## 登山
廃村の池之原集落からの朝日ふるさと歩道の一部でもある登山道がある。